# Réserve écologique de la Mine-aux-Pipistrelles
La réserve écologique de la Mine-aux-Pipistrelles est située à 30 km au sud-ouest de Magog. Ce site protège une ancienne mine de talc portant le nom de Van Reet, qui été la principale de source du minerai de Talc depuis les années 1952. La mine a été désaffectée en 1994 et est devenue depuis ce temps l'un des plus grands lieux d'hibernation de chauve-souris au Québec. C'est le premier site protégé en milieu souterrain au Québec.
En 1995, des études sont effectuées pour trouver des sites susceptibles de contenir un refuge à chauves-souris. Dès décembre 1997, des aménagements ont été effectué pour préserver les hibernacula de chauves-souris. 